# 小皮伞属
小皮伞属（学名：Marasmius），是小皮伞科下的一个属。

## 下属物种
本科包括以下属：